# おまたせしました演芸2題
『おまたせしました演芸2題』（おまたせしましたえんげいにだい）は、1975年4月1日から同年9月30日までフジテレビ系列局で放送されていたフジテレビ製作の演芸番組である。放送時間は毎週月曜 - 金曜 12:45 - 13:00 （日本標準時）。
同じ期間に放送されていた「爆笑ゴールデンショー」に引き続きヤクルトホールからの生中継で、毎回2組の寄席芸人たちが自身の芸を披露していた。